# Helichrysum newii
Helichrysum newii là một loài thực vật có hoa trong họ Cúc. Loài này được Oliv. & Hiern mô tả khoa học đầu tiên năm 1877.